# Šarišský Štiavnik
Šarišský Štiavnik (bis 1946 slowakisch „Štavník“ – bis 1927 „Ščavník“ oder „Štiavnik“; ungarisch Sósfüred) ist eine Gemeinde im Nordosten der Slowakei mit 248 Einwohnern (Stand 31. Dezember 2024), die im Okres Svidník, einem Kreis des Prešovský kraj, liegt und zur traditionellen Landschaft Šariš gezählt wird.

## Geographie

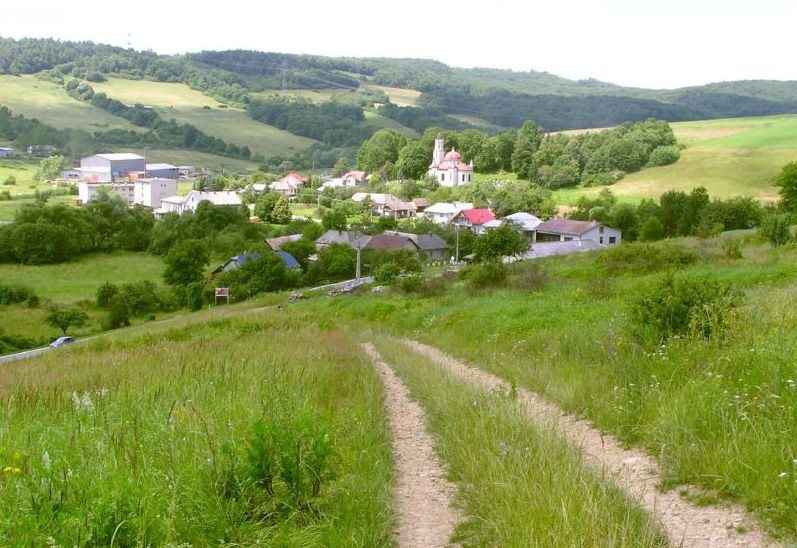
Blick auf Šarišský Štiavnik

Die Gemeinde befindet sich in den Niederen Beskiden im oberen Tal des Baches Radomka. Das Ortszentrum liegt auf einer Höhe von 229 m n.m. und ist 15 Kilometer von Svidník sowie 44 Kilometer von Prešov entfernt.

## Geschichte
Der Ort wurde zum ersten Mal 1414 schriftlich erwähnt und gehörte zum Herrschaftsgebiet von Makovica (Sitz Burg Zborov). Der Name geht auf die örtliche Mineralquelle, die lokal ščavica heißt, zurück und ist im Wappen dargestellt. Das Dorf war jedoch Ende des 15. Jahrhunderts aufgegeben und der Nachfolger ist in einer Quelle von 1559 noch als „neu“ geführt. 1588 war eine Steuer von 1¼ Porta fällig. 1828 sind 40 Häuser und 307 Einwohner verzeichnet, die vorwiegend in Landwirtschaft, Holzverarbeitung und Köhlerei tätig waren. Der Kurort entstand im 18. Jahrhundert und war bis 1999 in verschiedenen Formen aktiv.

## Bevölkerung
| Jahr                | 1994 | 2004     | 2014    | 2024     |
| ------------------- | ---- | -------- | ------- | -------- |
| Anzahl der Personen | 264  | 294      | 292     | 248      |
| Unterschied         |      | +11,36 % | −0,68 % | −15,06 % |

| Jahr                | 2023 | 2024    |
| ------------------- | ---- | ------- |
| Anzahl der Personen | 249  | 248     |
| Unterschied         |      | −0,40 % |

Ergebnisse nach der Volkszählung 2001 (292 Einwohner):
| Nach Ethnie: - 82,53 % Slowaken - 14,38 % Russinen - 2,05 % Ukrainer - 1,03 % Tschechen | Nach Konfession: - 79,49 % griechisch-katholisch - 19,11 % römisch-katholisch - 0,68 % orthodox - 1,37 % konfessionslos - 0,34 % keine Angabe |

## Bauwerke
- griechisch-katholische Erzengel-Michael-Kirche aus dem Jahr 1928
- hölzerner Glockenturm

## Persönlichkeiten
- Dionýz Ilkovič (1907–1980), slowakischer Physikochemiker